# Église Sainte-Marie de Saint-Étienne
Pour les articles homonymes, voir Église Sainte-Marie.
L'église Sainte-Marie de la Visitation est l'église paroissiale du quartier Fauriel, République, Crêt de Roc dans l'Hyper-centre de Saint-Étienne.

## Historique
Une église a d'abord été construite sur l'emplacement de la chapelle Sainte Marie de la Visitation en 1805. 
Entre 1808 et 1856, dans le cadre de l'édification du nouveau quartier, l'architecte de la ville Jean-Michel Dalgabio la reconstruit dans un style néo-roman.
De 1808 à 1856, Étienne Boisson réalise des travaux d'agrandissement avant d'agrémenter la construction (1924-1932) par une décoration de style Byzantin.  
Vers 1858, les ouvertures reçoivent un ensemble de verrières des ateliers Mauvernay à Saint-Galmier, complétée, vers 1860, par un autre groupe des ateliers Barrelon-Veyrat à Lyon.
Aux cimaises des chapelles latérales sont accrochées deux grandes toiles du XVIIe siècle ainsi qu'une toile de Théodore Chassériau, toutes classées MH.

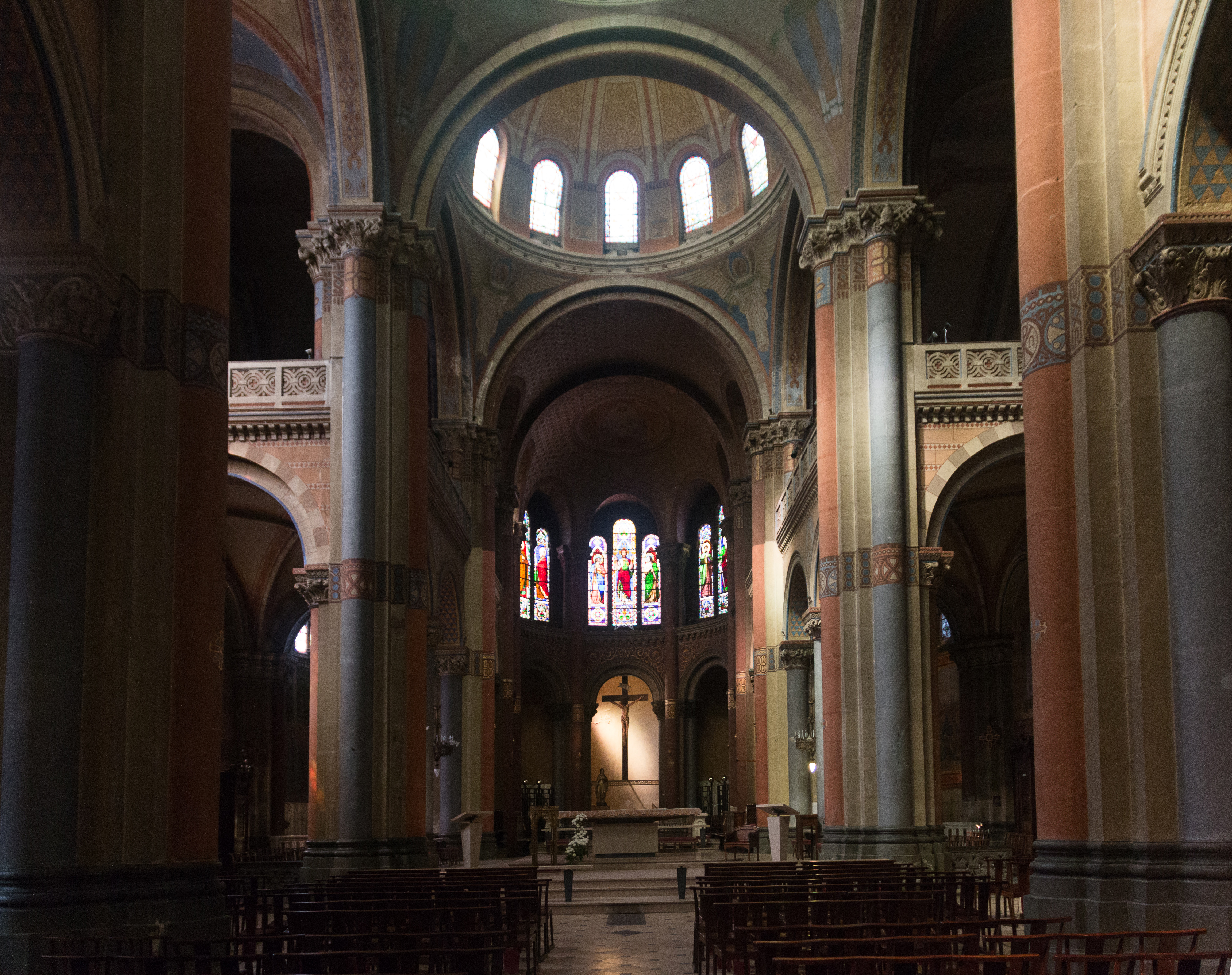
Nef de l'église

## Trésor
L'église abrite une Sainte Épine, envoyée par Saint Louis au Puy-en-Velay. Lors de la Révolution française elle est ramenée à Saint-Etienne par l'abbé Borie, où est conçu le reliquaire actuel par l'orfèvre Armand-Caillat. La Sainte Epine ainsi que la lettre manuscrite par Saint-Louis sont exposés  dans la chapelle du Magnificat.

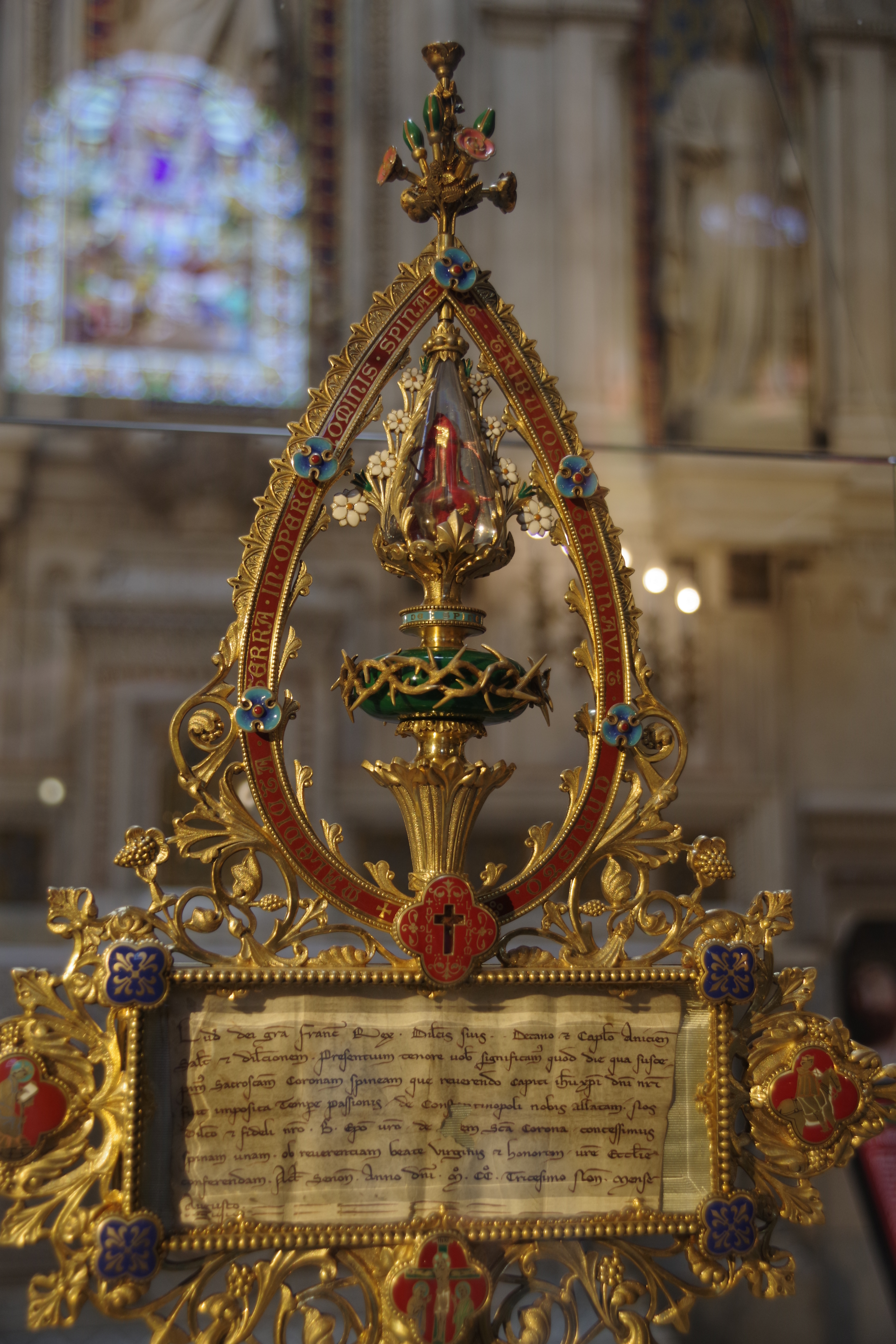
Reliquaire de la Sainte Epine